# IC 2870
IC 2870 је галаксија у сазвјежђу Лав која се налази на листи објеката дубоког неба у Индекс каталогу.
Деклинација објекта је + 11° 51' 54" а ректасцензија 11h 29m 12,3s. Привидна величина (магнитуда) објекта IC 2870 износи 14,9 а фотографска магнитуда 15,5. IC 2870 је још познат и под ознакама UGC 6486, PGC 35377.